# Manuel Salvat i Espasa
Manuel Salvat i Espasa (Barcelona, 17 d'octubre de 1875 – 10 de gener de 1969) fou un metge pediatra, impulsor de la prevenció i detecció de la tuberculosi infantil, i metge escolar.

## Biografia
Fill d'una família creadora d'una de les més importants empreses editorials catalanes, no seguí el negoci familiar sinó que s'orientà vers la medicina. Cursà aquests estudis a Barcelona i el 1898 es doctorava en medicina.
S'especialitzà en pediatria i tocoginecologia però sempre mantingué una perspectiva generalista. Fou metge de la Casa de Socors i el 1911 esdevingué metge del Cos d'Inspectors Escolars que s'acabava de crear. S'interessà per la tisiologia i la higiene escolar. Proposava una estreta col·laboració entre escola i medicina i higiene com a part d'una concepció pedagògica integral. Com a forma de millorar la salut dels infants en una societat on la majoria infància presentava problemes sanitaris.
Manuel Salvat i Espasa participà de les idees i objectius del catalanisme i, tot i que mai participà en política, era des de bon començament membre de la Lliga Regionalista. Contribuí a la celebració del Congrés Internacional de Llengua Catalana de 1906.
En representació de l'Acadèmia d'Higiene de Catalunya, formà part del comitè organitzador de Congrés Espanyol d'Higiene Escolar que es reuní a Barcelona l'any 1912. Allà exposà una ponència sobre les escoles-sanatori.
Fou un dels organitzadors del primer Congrés de Metges de Llengua Catalana l'any 1913, preparat un any abans amb els també metges Enric Ribas i Domènec Martí i Julià.
Fou elegit, el 1921, membre de la Reial Acadèmia de Medicina de la que ja era corresponent des del 1909. El seu discurs d'ingrés tractà sobre els Fundamentos científicos para el establecimiento de la profilaxis antituberculosa en las escuelas.
Des de la Caixa de Pensions, Salvat i Espasa, a partir de 1922, organitza campanyes contra la tuberculosi infantil. Conjuntament amb Conrad Xalabardé promogué l'Institut Antituberculós Francesc Moragas (Els Dispensaris Blancs) inaugurat el 1932 i sostingut per aquella entitat, en un context complex com la Barcelona d'aquell moment.
En el Congrés Nacional de Pediatria de Saragossa de 1925 va refutar la creença que la tuberculosi era excepcional en els nens, percepció que era originada per una diagnosi errònia.
L'any 1926, es fundà la Societat Catalana de Pediatria i Manuel Salvat Espasa n'esdevé el seu primer president fins al 1928.
Durant la Generalitat republicana dissenyà la higiene escolar del seu Institut - Escola del parc de la Ciutadella. Aquests anys participà en el Seminari de Pedagogia de la Universitat de Barcelona on defensà les virtuts dels jardins d'infants en línia amb els ja existents a Europa.
Participà en el Diccionari de Medicina de Manuel Corachán, projecte endegat per l'Assemblea del VI Congrés de Metges i Biòlegs de Llengua Catalana del 1930 que es publicà l'any 1936.
El gener 1936 sintetitzava la seva experiència sobre la higiene escolar i prevenció en un discurs a l' Acadèmia titulat Perspectiva médico-escolar.
Participà activament als diferents Congressos de Metges i Biòlegs de Llengua Catalana fins al de Perpinyà del 1936, un mes abans de l'inici de la Guerra Civil. Congressos que no tingueren continuïtat sota el franquisme. El següent no se celebrà fins a 1975.
Durant el franquisme es concentrà en la vida professional a la seva concorreguda visita al dispensari. Amb plena dedicació fins als noranta-tres anys. Mantenint ferms els seus principis professionals i polítics. Fet que el seu col·lega Josep Alsina i Bofill descrivia així: «Si hagué de doblegar com tants l'esquena mai no s'abellí a doblegar l'esperit».

## Publicacions
- Escuela para niños predispuestos. Escuela- Sanatorio. Barcelona: Salvat i Cia., 1912.
- La mortalidad infantil en el distrito primero municipal de Barcelona. Barcelona; s.n., 1914?
- Relaciones entre los maestros y los inspectores Médico-escolares, Barcelona: Salvat, 1920.
- Fundamentos científicos para el establecimiento de la profilaxis antituberculosa en las escuelas. Barcelona: Salvat, 1921.
- Contribución al estudio patogénico y radiológico de la tuberculosis pulmonar en la primera infancia. Barcelona: Salvat, 1925
- Mortalitat infantil per tuberculosi a Catalunya. Barcelona: Occitània, 1930.
- El Kindergarten (Jardín de la Infancia) Barcelona: Salvat, 1932.
- Perspectiva médico-escolar, Barcelona: Badia, 1936.
- Linfatismo : relaciones con la tuberculosis. Barcelona: Salvat, 1943.